# Império do Divino Espírito Santo do Salão

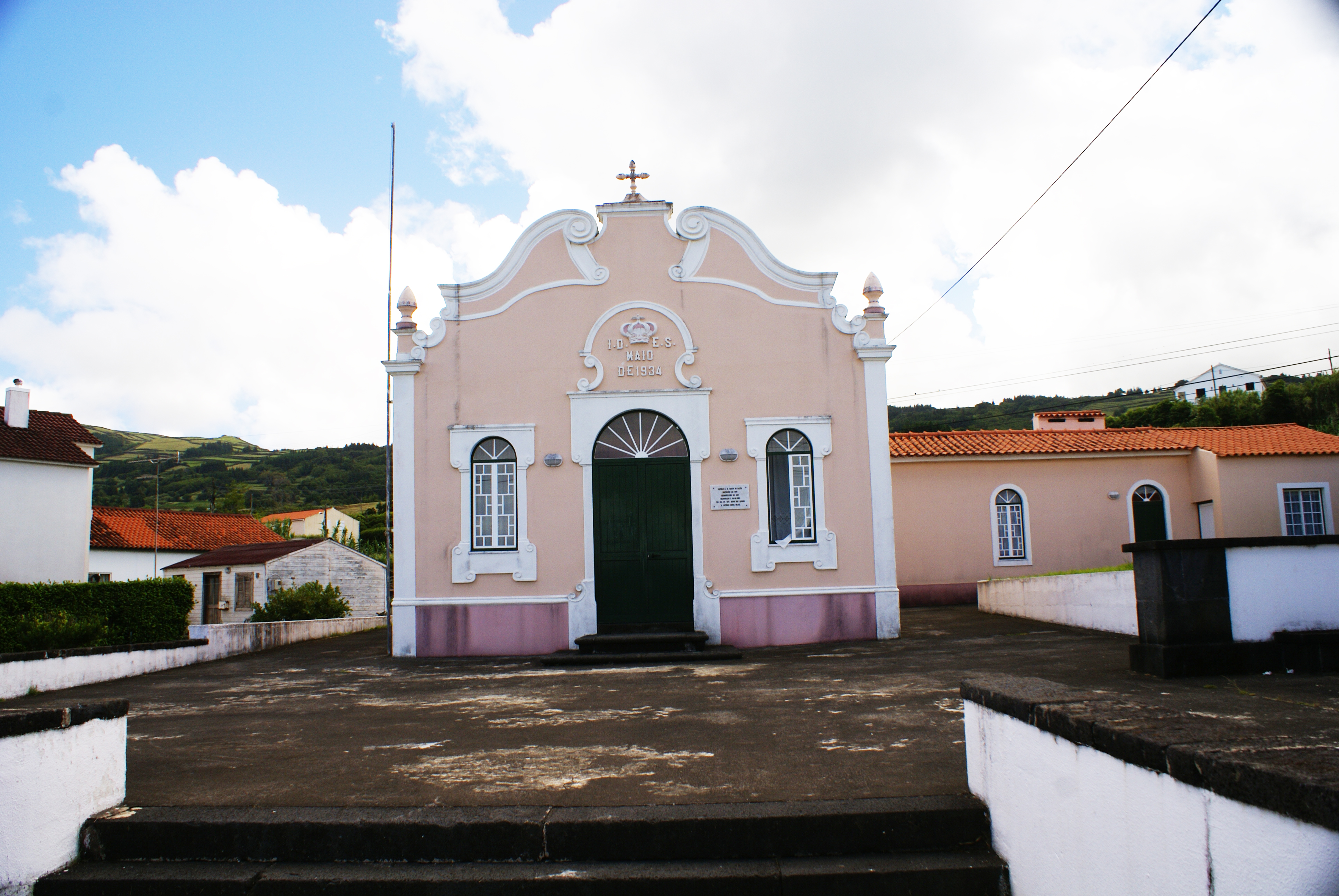
Império do Divino Espírito Santo do Salão, fachada.

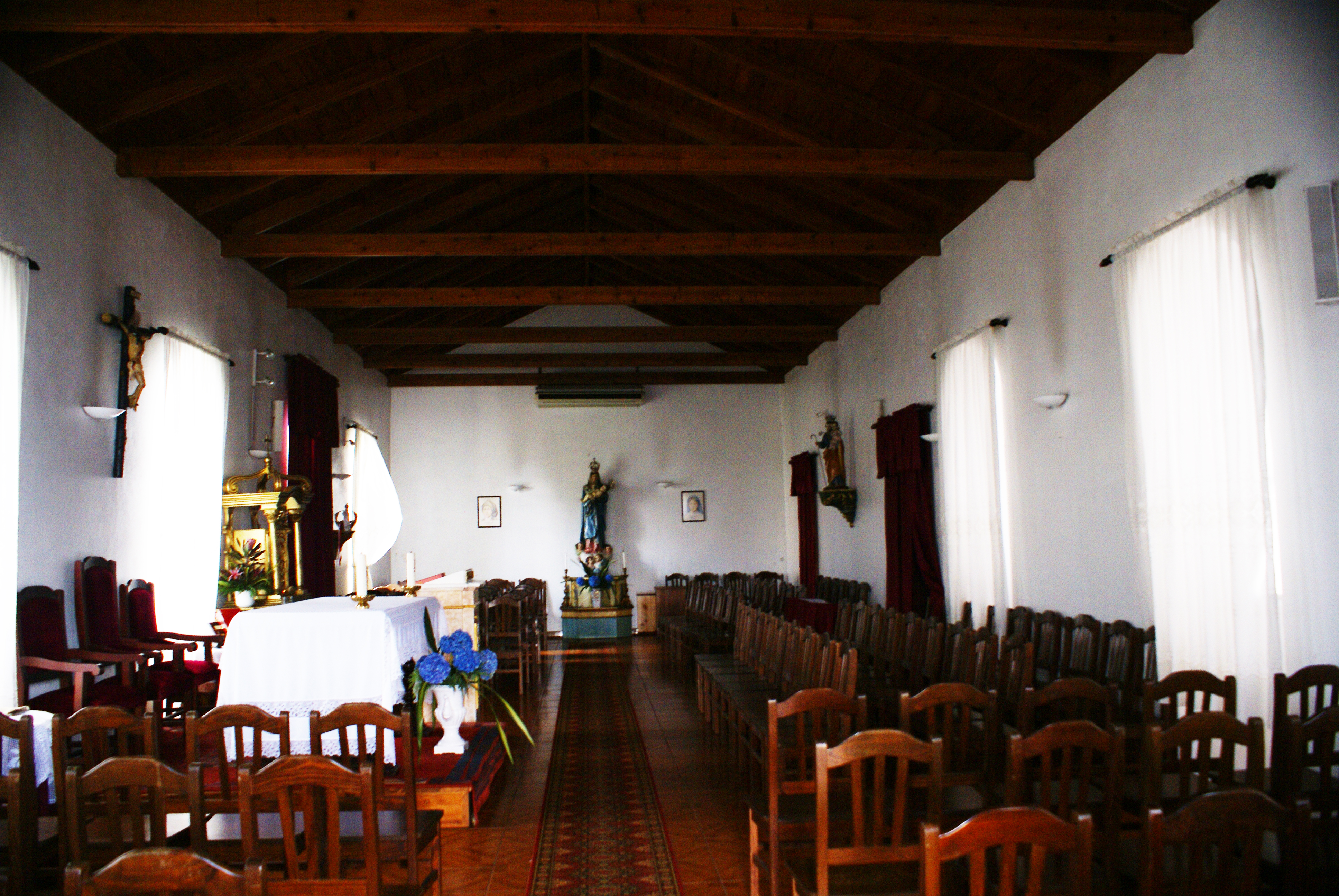
Império do Divino Espírito Santo do Salão,interior.

O Império do Divino Espírito Santo do Salão é um Império do Espírito Santo português que se localiza na freguesia do  Salão, concelho da horta, ilha do Faial, arquipélago dos Açores.
Este Império do Espírito Santo de dimensões maiores do que o que é comum a este tipo de construções, foi afectado pelo terramoto que abalou a ilha do Faial em 9 de julho de 1998 e que além de atingir esta ilha se fez sentir na ilha do Pico e a ilha de São Jorge.
Este tremor de terra provocou a destruição generalizada das freguesias de Ribeirinha, Pedro Miguel, Salão e Cedros na ilha do Faial e fortes danos em Castelo Branco, Flamengos e Praia do Almoxarife, também do Faial. Também atingidas foram várias localidades da ilha do Pico. No extremo oeste da ilha de São Jorge (Rosais) o sismo provocou grandes desabamentos de falésias costeiras. Morreram 8 pessoas, todas no Faial. Ficaram desalojadas 1700 pessoas.
Após ter ficado durante algum tempo inoperacional, foi reconstruído e reaberto ao culto do Divino em Setembro de 2001.
As cerimónias de inauguração foram presididas pelo Bispo de Angra e ilhas dos Açores, D. António de Sousa Braga.